# Harden (West Yorkshire)
Harden – wieś w Anglii, w hrabstwie ceremonialnym West Yorkshire, w dystrykcie metropolitalnym Bradford. Leży 22 km na zachód od miasta Leeds i 285 km na północny zachód od Londynu.